# Копа (озеро, Северо-Казахстанская область)
Копа (Такмола; каз. Қопа) — солёное озеро в Северо-Казахстанской области Казахстана. Находится на границе Жамбылского района и района Шал Акына в 2,7 км к востоку от села Саутколь и в 13 км к западу от села Семиполки.
По данным топографической съёмки 1940-х годов, площадь поверхности озера составляет 3,07 км². Наибольшая длина озера — 3,8 км, наибольшая ширина — 0,9 км. Длина береговой линии составляет 12,9 км, развитие береговой линии — 2,06. Озеро расположено на высоте 156,1 м над уровнем моря.
Озеро входит в перечень рыбохозяйственных водоёмов местного значения, имеется озёрно-товарное рыбоводное хозяйство.